# Fashionably Late (álbum de Falling in Reverse)
Fashionably Late é o segundo álbum de estúdio da banda americana Falling in Reverse. A produção do disco ocorreu após o lançamento de seu álbum de estreia, The Drug in Me Is You, em 2011. As gravações aconteceram a partir de junho de 2012 e se estenderam até janeiro de 2013. Michael Baskette, que trabalhou com a banda em seu álbum de estreia, voltou como produtor executivo do disco, ao lado de Ryan Ogren e outros como compositores e recursos adicionais de produção no estúdio. Este é o primeiro álbum que apresenta a participação do baixista Ron Ficarro e que o baterista Ryan Seaman contribui plenamente nas gravações.
O álbum rendeu quatro singles: "Alone", "Fashionably Late", "Born to Lead" e "Bad Girls Club". O primeiro, lançado no dia 7 de maio de 2013, foi "Alone". Logo mais, no mesmo dia, foi lançado um videoclipe da canção. O segundo single, a faixa-título, estreou em 20 de maio. Mais tarde, no dia 30 de maio, foi lançado o terceiro single, "Born to Lead". O segundo clipe do disco foi lançado, em 5 de novembro, com a canção "Bad Girls Club".
Fashionably Late foi lançado oficialmente nos Estados Unidos em 18 de junho de 2013 pela Epitaph Records. Também foi lançada uma edição de luxo do disco que inclui três faixas bônus. O álbum estreou no número 17 da Billboard 200 vendendo cerca de 20 mil cópias durante sua primeira semana de circulação nos Estados Unidos. Ele também esteve nas paradas da Austrália e no Reino Unido. Após o lançamento, Fashionably Late recebeu críticas mistas. No geral, os críticos elogiaram as habilidades líricas a originalidade do álbum e discutiram a mistura de vários estilos, indicando que Falling in Reverse mostrou que os elitismos estão errados. Além disso, os críticos elogiaram o talento de Radke como rapper, porém alguns deixaram a nota de não se encaixar com o estilo da banda. Apesar de críticos disserem que "Game Over" é uma das faixas mais divertidas do disco, Las Vegas Weekly desgostou as metáforas e efeitos sonoros de videogames. Melting Album Reviews notaram que o trabalho solo de Jacky Vincent foi o que faltou no álbum. O disco também foi o primeiro da história da revista Kerrang! a sair sem uma classificação, indicando apenas um 'Fuck Knows'.

## Antecedentes
Desde o início de 2012, Ronnie Radke já havia anunciado que um segundo álbum estava em andamento após o lançamento do álbum de estreia, The Drug in Me Is You, em 2011. The Drug in Me Is You, que foi lançado pela Epitaph Records logo após a saída de Radke da prisão, rapidamente deu espaço para a banda, recebendo críticas mistas e entrando nas paradas musicais mundialmente. Radke e seu companheiro de banda, Ron Ficarro, postaram fotos deles no estúdio com Ryan Ogren trabalhando em algumas músicas novas. Radke mais tarde durante uma entrevista falou um pouco sobre o novo álbum. Ele disse que, "O último álbum foi tão amargo, vingativo e rancoroso. Então todo mundo está se perguntando sobre o que eu vou cantar no próximo. E eu não estou completamente pronto para que as pessoas saibam. Sinto muito. Mas, quando as pessoas ouvirem as músicas novas eu prometo a você que elas vão perder as suas mentes... As pessoas irão seriamente perder suas mentes". Durante a apresentação da banda em  agosto no Dirt Fest 2012, em Birch Run, Michigan, Ronnie anunciou que seria seu último show antes de voltar para o estúdio e se dedicar em tempo integral à criação do segundo álbum da banda.
O grupo passou o final de 2012 e início de 2013 sem mencionar nada sobre o álbum. Finalmente, na edição número 1442 da revista Kerrang!, Ronnie Radke anunciou em uma entrevista que "o álbum está finalizado. Foi isso o que fizemos após a Warped Tour [que terminou em agosto]. Nós não contamos a ninguém - 'Nós queríamos que fosse, tipo, BOOOM!' - e ele está melhor que tudo. Vocês vão ver". Ele também disse que este "[será lançado] no início do próximo ano [verão 2013]!". Em 7 de maio, a banda lançou o primeiro single e videoclipe, "Alone", do álbum. No mesmo dia, o título, Fashionably Late, foi anunciado oficialmente, juntamente com a capa do álbum e uma data de lançamento para 18 de junho de 2013.
Fashionably Late é também o primeiro álbum em que o baterista Ryan Seaman e o baixista Ron Ficarro contribuem plenamente nas gravações com a banda. Radke também falou sobre o álbum e a adição de novos sons, incluindo hip hop e elementos eletrônicos, dizendo que: "Meu pai me criou ouvindo metal, mas o meu primeiro amor foi o hip hop".
| “ | Quando eu ouvi o Dr. Dre, The Chronic, foi quando eu me apaixonei. Eu não sabia o que diabos eles estavam falando, as batidas estavam entrelaçadas, e ele veio dentro de mim e me levou. Quando nós adicionamos elementos de hip hop eu pensei 'Devo fazer isso? Isso parece loucura! Será que as pessoas irão gostar?' Agora eu nunca estive tão orgulhoso de algo. O produto final, Fashionably Late, é o melhor trabalho que já fiz. | ” |

## Músicas e letras
As canções para Fashionably Late foram todas compostas por Ronnie Radke. Fashionably Late faz uma mistura de vários estilos musicais, passando de post-hardcore, a metalcore, rap, para dubstep, e em "Drifter" passa por uma influência de instrumentação country. O álbum também apresenta uma variedade de elementos eletrônicos com a banda tocando os instrumentos de fundo em "Alone", ele cita sobre a letra que, "Estou aqui e os faço se lembrar de que eles 'lavam pratos para viver' enquanto eu faço o que eu amo". Também uma variação de uso de piano e cordas em "Keep Holding On". A canção "Bad Girls Club" é descrita como uma história de mentira, de alguém que se aproveitou do que Radke estava fazendo. Radke diz, "Musicalmente, queria fazer algo do estilo pop japonês. Queria que toda a música fosse tipo um vídeo de um comercial japonês". A faixa-título do álbum foi descrita por Radke como uma "canção [que] fala de transar com todas as amigas da minha ex". Com uma atitude dos anos 80, a bravata dos rappers prontos para a batalha, o típico metalcore e a folia sem limites das festas undergrounds. Fashionably Late, Falling in Reverse, continua subindo musicalmente, enquanto escrevem músicas fortes o suficiente para atingir o mainstream. Ryan Seaman fala sobre o álbum "Eu diria que o Ronnie não quer se limitar a escrever sobre qualquer gênero específico... Eu sinto que ele quer escrever sobre o que ele quiser escrever, e assim, um dia ele pode escrever tanto uma canção triste quanto uma música country ou ele pode escrever um hardcore, ele simplesmente não quer colocar quaisquer limitações em sua escrita, o que eu acho realmente incrível".

## Singlese lançamento
O primeiro single do álbum, "Alone", foi lançado em 7 de maio de 2013. É uma canção metalcore semelhante ao seu som anterior, com elementos de rock e rap eletrônicos misturados. Radke afirmou que ele foi inspirado por Dr. Dre e seu álbum The Chronic, e planeja misturar outras canções do álbum com sons semelhantes. Num comunicado à imprensa, Radke afirmou que "Alone" foi: "... Tudo o que eu sempre quis dizer a todos esses tuiteiros que falam merda... [e] eu quero deixar claro a todos os que dedicam suas vidas a apenas um gênero de música que vocês estão tornando suas vidas mais miseráveis". O vídeo da música foi lançado no mesmo dia e contém imagens da banda tocando enquanto as meninas dançam em torno deles, com Radke descendo uma pista do aeroporto com uma condução de uma Ferrari 458 Italia ao lado dele. O vídeo para a canção alcançou rapidamente mais de 1,5 milhões de exibições no YouTube após uma semana de lançamento. A canção foi universalmente discutida pelos críticos e fãs, tendo resultados neutros, agradando e chocando o público. A maioria criticou e apoiou o novo estilo de rap, enquanto outros discutiram o uso de efeitos de computador em certas parte da música. Também foi relembrada a participação de Ronnie no álbum Nine Lives do rapper Deuce. O Single "Alone" também esteve em em terceiro lugar como a mais viral canção na internet entre 6 de maio a 12 de maio no mundo. Enquanto isto, também esteve em primeiro lugar no Reino Unido.
Em 20 de maio, foi lançado o segundo single do álbum, a faixa-título, "Fashionably Late". A canção mantém o som típico da banda e até mesmo relembra o álbum de Radke, ainda no Escape the Fate, Dying Is Your Latest Fashion. A faixa-título gira em torno de Radke fazer sexo com as melhores amigas da sua namorada porque ela está atrasada para uma reunião. A canção teve revisões boas dos críticos, dando destaque para os ganchos com refrões pegajosos e, sendo citada como o extremo oposto do espectro de "Alone", deixando o rap intenso e com raiva para uma otimista vibe de rock mais pop. O segundo single "Fashionably Late" esteve em em segundo lugar como a mais viral canção na internet entre 20 de maio a 26 de maio no mundo.
No dia 30 de maio de 2013, outra canção, "Born to Lead", foi lançada. A música relembra o primeiro álbum da banda, The Drug In Me Is You, porém com uma abordagem mais hardcore. Ela começa como uma balada, mas logo rasga em Diving bombs, grunhidos monstros e  batidas thrash. Optando fora de seu fluxo de rap recém-descoberto, Radke screams slogans de auto-ajuda como "Não deixe ninguém lhe dizer que você não pode realizar seus sonhos". A canção recebeu boas critícas, onde afirmaram que é nela que Jacky Vincent destaca suas habilidades sendo um talentoso guitarrista. Além disso, "Born to Lead" conta com participação do guitarrista Rusty Cooley.
Em 12 de junho, o álbum inteiro foi carregado no YouTube pelo canal oficial da Epitaph Records, permitindo aos fãs ouvirem o álbum antes da data oficial de lançamento. O álbum foi lançado oficialmente em 18 de junho de 2013, com uma lista de faixas com onze canções. Também foi lançado uma edição de luxo do álbum, que inclui três faixas bônus: "Where Have You Been", "Goddamn" e um remix de "Rolling Stone" feito por Shy Kidx.
Após o disco ser lançado, Falling in Reverse lançou, em 5 de novembro de 2013, um segundo vídeo musical para o álbum com a canção "Bad Girls Club". O clipe foi dirigido por Zach Merck que já trabalhou com a banda antes em seus vídeos para a The Drug In Me Is You, I'm Not A Vampire e Good Girls, Bad Guys. O vídeo conta com participações especiais de Andy Biersack e Trace Cyrus. No clipe, Ronnie Radke é visto no meio de dois grupos rivais de "meninas más" da escola que brigam por ele. Radke e sua banda são ladeados pelas lindas moças e também aparecem tocando com capturas de tela verde com uma paisagem de cenas do Godzilla e várias explosões. A canção que já havia recebido críticas boas, sendo citada como um das canções mais divertidas do disco, após o lançamento do vídeo a revista Rock Sound comentou que: "E o prêmio de melhor videoclipe do ano vai para ... [Falling in Reverse - 'Bad Girls Club']".

## Promoção
Para promover o álbum, Falling in Reverse anunciou uma turnê de maio a julho de 2013, que incluía participações na Warped Tour no verão de 2013. Porém, em 13 de maio a banda anunciou no Twitter que haviam cancelado algumas datas da turnê devido a Ronnie Radke estar esperando o nascimento de seu primeiro filho com sua esposa Crissy Henderson. A banda declarou oficialmente no Facebook: "As nossas desculpas, mas Falling in Reverse tem de cancelar o restante das datas agendadas em maio. Ronnie não será capaz de aparecer pois sua namorada está prestes a dar à luz a seu primeiro filho e ele precisa estar ao lado dela. Obrigado pela sua compreensão. Vemos vocês em breve." Logo mais tarde, também tiveram de cancelar as datas para tocar na Warped Tour. A turnê deixou a seguinte declaração sobre a decisão da banda "Falling in Reverse está se retirando da Warped Tour deste verão. A noiva do cantor Ronnie Radke está grávida de seu primeiro filho, que irá nascer em breve. Radke tomou a decisão de que é importante estar em casa com o recém-nascido neste verão. A banda deixa sinceras desculpas a todos os seus fãs que compraram ingressos".
Após o cancelamento das datas para a sua turnê e a Warped Tour, Falling in Reverse celebrou o lançamento de Fashionably Late com uma performance especial no The Roxy em West Hollywood, na Califórnia, no dia 18 de junho. O set de uma hora de duração foi transmitido online e apresentado pelo Hot Topic, incluindo os destaques favoritos para "Sink or Swim" e "Good Girls, Bad Guys", misturadas às novas músicas, como "Champion" e "Bad Girls Club". Para o 'bis', a banda ofereceu seu recente single, "Alone". Antes disso, Ronnie Radke tirou um momento para falar sério e agradeceu a sua gravadora por ficar com ele mesmo entre seus problemas judiciais. Ele também pediu desculpas por arremessar alguns suportes de microfone em meio à multidão no ano passado. Falling in Reverse terminou o show com um momento comovente, trazendo uma convidada especial para a plateia: a jovem, apresentada como Shelby, cantou "The Drug in Me Is You" com a banda. Falling in Reverse se apresentou novamente durante o Monster Energy’s Aftershock festival, na Califórnia, em setembro. Também foi confirmada a aparição da banda no Epicenter festival. Em entrevista à Loudwire, Ronnie Radke afirmou: "Estamos realmente animados sobre este show. Um cara na minha banda cresceu indo a este local e, ele nos contou o quão incrível ele é, por isso estamos realmente emocionados. Há muita história lá, então nós sabemos que pode ser uma experiência muito legal." O Epicenter festival aconteceu no dia 21 de setembro de 2013.
Em 9 de setembro, Falling in Reverse anuncia uma nova turnê, Unplugged & Uncensored, ela marca o retorno da banda à estrada após Radke se afastar para o nascimento de seu primeiro filho. Os ingressos estiveram à venda em a partir do dia 13 de setembro, o qual aconteceu um encontro da banda com os fãs, para tirar de fotos e um interativo perguntas e respostas. Uma parte das receitas da bilheteria é para a fundação Living The Dream, que se esforça para criar uma mensagem positiva para crianças e adolescentes.
| “ | Depois de um verão em casa, estou ansioso para voltar à estrada este outono para ver os meus fãs. | ” |

Unplugged & Uncensored teve início em 29  outubro e se estende até 10 novembro, passando por cidades da Califórnia, Nevada, Nova York, Pensilvânia, Massachusetts,  Michigan e fechando em Illinois. Após isto, a banda também anuncia sua turnê na América Latina para o fim de novembro até janeiro de 2014. A turnê, que começou com dois shows no Brasil e se iniciou em São Paulo, passará ainda por Argentina, Chile, Colômbia e terminando na Cidade do México, México.

## Recepção

### Performance comercial
Fashionably Late estreou no número 17 na Billboard 200, vendendo cerca de 20.000 cópias em sua primeira semana de circulação nos Estados Unidos. Isso é um pouco mais de vendas do que seu álbum anterior, The Drug in Me Is You, que vendeu mais de 18.000 cópias em sua primeira semana e esteve no número 19 da Billboard 200. Fashionably Late estreou no número 20 na Australian Albums Chart. O álbum também estrou na posição de número 75 no UK Albums Chart. Enquanto estreou no número 6 na UK Rock Chart. Nas paradas da Billboard, Fashionably Late alcançou o número 2 no Top Hard Rock Albums, número 4 no Top Rock Albums, número 4 no Top Modern Rock Albums, número 3 no Top Independent Albums e número 18 no Top Digital Albums, um total de seis aparições, incluindo a Billboard 200. O primeiro single do álbum, "Alone", esteve na posição 27 da Billboard  Rock Songs e o segundo single, "Fashionably Late", na posição 46.

### Recepção crítica
| Críticas profissionais | Críticas profissionais |
| Avaliações da crítica  | Avaliações da crítica  |
| Fonte                  | Avaliação              |
| ---------------------- | ---------------------- |
| Allmusic               | [ 53 ]                 |
| Las Vegas Weekly       | [ 54 ]                 |
| Melting Album Reviews  | [ 55 ]                 |
| Kerrang!               | (Fuck Knows)           |
| Infectious             | (Positiva)             |
| Our Zone               | [ 57 ]                 |
| New Transcendence      | [ 58 ]                 |
| Metalholic             | [ 23 ]                 |
| Kill Your Stereo       | [ 59 ]                 |
| Louder Now!            | [ 60 ]                 |
| New York Times         | (Mista)                |
| Bloody Good Horror     | (Mista)                |
| Bstage Magazine        | (Positiva)             |

Fashionably Late recebeu críticas mistas dos críticos de música. Alguns criticaram a adição de rap no álbum, afirmando não fazer o estilo da banda, enquanto outros apoiaram o novo estilo, afirmando que Ronnie Radke é um bom rapper. A maioria dos críticos deixou a nota de que tem muito para desfrutar aqui e provavelmente ou você vai amar ou odiar o disco, pois é isso que acontece quando um artista faz algo que compromete a sua integridade, ou de seu gênero musical.
A revista Kerrang! deixou o álbum sem classificação, sendo o primeiro álbum da história da revista a não ser classificado. No lugar da classificação havia um 'Fuck Knows'. A revista disse "Sem classificação? Isso mesmo, sem classificação. Ronnie Radke quebrou o sistema K! de pontuação. Esse é o primeiro CD deixado sem classificação dessa revista, porque, francamente, um 'KKKKK' ou um 'K' não contariam metade da história". Kerrang! citou o álbum como o mais louco do ano e disse que você não vai ouvir nada parecido com isso. Também afirmaram: "Você vai amá-lo ou odiá-lo - uma frase batida, muitas vezes aplicadas às bandas mais inofensivas, para angariar uma pseudo-tempestade de alguém dar um lance. Aqui não. Com Ronnie Radke, Falling in Reverse e Fashionably Late, não há fingimento de sentimentos, não há meios-termos, não tem como ficar em cima do muro. Escolha um lado e lute contra seu oposto. Talvez alguém se dê ao luxo de parecer ou ter influências de tudo ao redor, mas não há nenhum outro álbum como esse. Em 2013, isto é um inferno de uma façanha!". Infectious Magazine deu uma avaliação positiva ao álbum afirmando que "combinando uma mistura heterogênea de metalcore, pop, rap e dubstep, Falling in Reverse merece um A na originalidade. Algumas músicas como “Born to Lead”, “Self Destruct Personality”, e “Fuck the Rest” são mais fiéis à forma clássica: screamo nas introduções, solos de guitarra de destruição, e uma atitude geral de 'rock and roll'. Eles são cativantes, com resistência suficiente musical para satisfazer os desejos alternativos".
Por outro lado, Las Vegas Weekly fez comentários mistos sobre o álbum, deixando-o com 2.5/5 estrelas. Eles disseram: "Fashionably Late, que familiarizado com metalcore com pop, floreios eletrônicos, arrogância de hip-hop, influencia de instrumentação country e, em 'Keep Holding On', piano e cordas. Algumas destas progressões musicais funcionam surpreendentemente bem, e Radke é realmente um rapper decente, mas Fashionably Late tem momentos fracos, constantes referências ao Twitter e as estranhas metáforas de videogames e efeitos sonoros em 'Game Over'". O Allmusic classificou Fashionably Late com 2/5 estrelas e citou que "Falling in Reverse merece o crédito por sua versatilidade musical" e destacou as faixas "Rolling Stone", "Fashionably Late", "Born to Lead" e "Drifter". A revista Our Zone classificou o álbum com 7/10 estrelas e, numa crítica mista, destacando as faixas "Champion" e "Bad Girls Club". Melting Album Reviews deixou Fashionably Late com 3.9/5 estrelas citando ele como o mais eclético do ano até agora, dizendo que "ouvir Fashionably Late é como caminhar por um corredor em um hospital mental, [no qual] cada faixa é uma porta fechada e nunca se sabe ao certo o que se esconde por trás dela". Porém, eles também disseram que "Vincent é um excelente músico, e uma das grandes coisas que faltou nesse lançamento foi o seu trabalho solo, que foi bastante prevalente no primeiro álbum da banda".
Metalholic classificou o álbum em 9.4/10 estrelas e afirmou que "Fashionably Late como um todo é um álbum notável e eu sinto que Falling in Reverse deve se orgulhar. Haverá uma abundância de ódio em relação a este CD, mas também haverá uma abundância de amor. New Transcendence classificou o álbum com 9/10 estrelas com revisões positivas afirmando que "Há muito talento aqui. Ronnie realmente incorporou vários gêneros musicais em um só, e sim, funciona perfeitamente". New Transcendence também elogiou as habilidades líricas e originalidade durante todo o álbum, afirmando serem simplesmente fantásticas. Eles disseram que "Cada canção varia de um perfeito e viciante canto para uma bagunça emocional de paixão por todo o CD.  Eu nunca pensei que eu iria pensar em ouvir tal banda, mas eu concordo que isso é o que precisavamos para 2013. As pessoas sempre vão odiar alguém por ser diferente ou misturar muitos gêneros diferentes em um. Mas, Falling in Reverse provou que os elitismos estão errados. A transição de uma música para outra varia de uma lírica cativante e divertida para uma parte mais intrincada do trabalho".
Kill Your Stereo avaliou Fashionably Late em 8.5/10 com atos positivos, citando que, desde a primeira faixa, "Champion", o disco sobe em guitarras pesadas e vocais que fazem você prestar atenção. Eles acreditam que o álbum é confiante e que há um sentimento presente de Ronnie Radke canalizando seus dias em Escape the Fate, com um equilíbrio puro de gritos e cantos melodicamente no coro, e em faixas como "It's Over When It's Over" afirmam ser reflexiva e significativa e que as letras de Radke são criativas com uma facada religiosa, com Ronnie cantando sobre o seu passado e o temor de seus demônios. A princípio disseram que, "[Ronnie Radke] um cantor talentoso e versátil ou apenas uma pirralho narcisista? O júri musical será sempre dividido". Apesar de Ronnie Radke afirmar que "Bad Girls Club" é sobre uma história de mentira, Kill Your Stereo deixa a notar que, "Esta faixa é um tanto pop, tão como você vai ouvir da banda. É uma música divertida, tendo um olhar sobre as "meninas loucas" lá fora. (antiga namorada, que fez Ronnie ficar preso? Todos nós ouvimos sobre isso)". Sobre a adição de efeitos sonoros de Mario Bros em "Game Over", interpretam o tema da música como "colocar a sua vida de volta nos trilhos e acordar para o mundo ao seu redor" e afirmam que "de natureza pop punk, esta é uma das músicas mais divertidas do disco". Como uma conclusão final, "Não importa o que Ronnie Radke fez em seu passado, este registro mostra os dois lados para ele que não foram mostrados antes. Do seu passado vaidoso e arrogante ao seu presente e futuro, não há como negar pelo tom do álbum, de que ele está ciente de suas falhas. Um álbum sólido de rock do início ao fim, com uma diversidade surpreendente de som para o artesanato lírico".
Louder Now! avaliou o disco em 8/10 estrelas com atos favoráveis e disse sobre, "este álbum realmente tem que ser ouvido para ser acreditado", "[é] um álbum cheio até a borda com a loucura que você vai encontrar aplausos de líder de torcida, gotas de dubstep, amostragem do, ruído de 'Cogumelo', barulhos do Super Mario e, uma maldita canção country [...] diga o que quiser sobre Fashionably Late, mas certamente não é chato".

## Faixas
Todas as canções foram escritas e compostas por Ronnie Radke, exceto onde está indicado.
| Edição Padrão  |                             |                                   |         |  |
| N.º            | Título                      | Compositor(es)                    | Duração |  |
| 1.             | "Champion"                  | Radke, Derek Jones                | 4:02    |  |
| 2.             | "Bad Girls Club"            |                                   | 3:41    |  |
| 3.             | "Rolling Stone"             | Radke, Omar Espinosa              | 3:53    |  |
| 4.             | "Fashionably Late"          |                                   | 3:33    |  |
| 5.             | "Alone"                     |                                   | 4:39    |  |
| 6.             | "Born To Lead"              | Radke, Ryan Seaman, Jacky Vincent | 5:19    |  |
| 7.             | "It's Over When It's Over"  |                                   | 3:53    |  |
| 8.             | "Game Over"                 |                                   | 3:10    |  |
| 9.             | "Self-Destruct Personality" | Radke, Jones                      | 4:16    |  |
| 10.            | "Fuck The Rest"             |                                   | 4:24    |  |
| 11.            | "Keep Holding On"           |                                   | 4:57    |  |
| 12.            | "Drifter"                   |                                   | 2:46    |  |
| Duração total: | Duração total:              | Duração total:                    | 48:33   |  |

| Edição de Luxo |                                  |         |  |
| N.º            | Título                           | Duração |  |
| 1.             | "Where Have You Been"            | 3:18    |  |
| 2.             | "Goddamn"                        | 3:14    |  |
| 3.             | "Rolling Stone" (Shy Kidx Remix) | 4:40    |  |
| Duração total: | Duração total:                   | 59:45   |  |

## Créditos
Créditos para Fashionably Late adaptados do Allmusic.

### Músicos
| Falling in Reverse - Ronnie Radke – vocal, composição geral, produção - Jacky Vincent – guitarra principal - Derek Jones - guitarra base - Ron Ficarro – baixo, vocal de apoio - Ryan Seaman - bateria, percussão | Músicos adicionais - Rusty Cooley - guitarra solo - Omar Espinosa - composição em "Rolling Stone" - Shy Kidx - remixagem em "Rolling Stone" (Edição de Luxo) |

### Produção
| - Michael 'Elvis' Baskette - produtor - Ryan Ogren - produção adicional, engenheiro, programação, sintetizadores - Chris Lord-Alge - mixagem - Pete Rutcho - mixagem - Ted Jensen - masterização | - Nick Pritchard - design, ilustrações - Cale Glendening - fotografias - Brett Gurewitz - fotografias |

## Posições nas paradas
| País/Parada (2013)                  | Melhor Posição |
| ----------------------------------- | -------------- |
| Austrália - ARIA Charts             | 20             |
| Reino Unido - UK Albums Chart       | 75             |
| Reino Unido - UK Rock Chart         | 6              |
| Estados Unidos - Billboard 200      | 17             |
| Estados Unidos - Top Digital Albums | 18             |

| País/Parada (2013)                      | Melhor Posição |
| --------------------------------------- | -------------- |
| Estados Unidos - Top Rock Albums        | 4              |
| Estados Unidos - Top Modern Rock Albums | 4              |
| Estados Unidos - Top Hard Rock Albums   | 2              |
| Estados Unidos - Top Independent Albums | 3              |

## Histórico de lançamento
| Região         | Data                | Gravadora       | Formato              | Catálogo      | Ref    |
| -------------- | ------------------- | --------------- | -------------------- | ------------- | ------ |
| Austrália      | 14 de junho de 2013 | Epitaph Records | CD, Download digital | 8714092725421 | [ 67 ] |
| Espanha        | 14 de junho de 2013 | Epitaph Records | CD, Download digital | B00D5SDFK6    | [ 68 ] |
| União Europeia | 17 de junho de 2013 | Epitaph Records | CD, Download digital | B00CPWR9J6    | [ 69 ] |
| Japão          | 18 de junho de 2013 | Epitaph Records | CD, Download digital | 872742        | [ 70 ] |
| Estados Unidos | 18 de junho de 2013 | Epitaph Records | CD, Download digital | 87254         | [ 71 ] |
| Canadá         | 18 de junho de 2013 | Epitaph Records | CD, Download digital | B00COQKDT6    | [ 72 ] |